# Dhi Qar

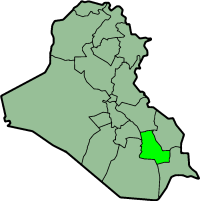
Provinsen Dhi Qars läge i Irak.

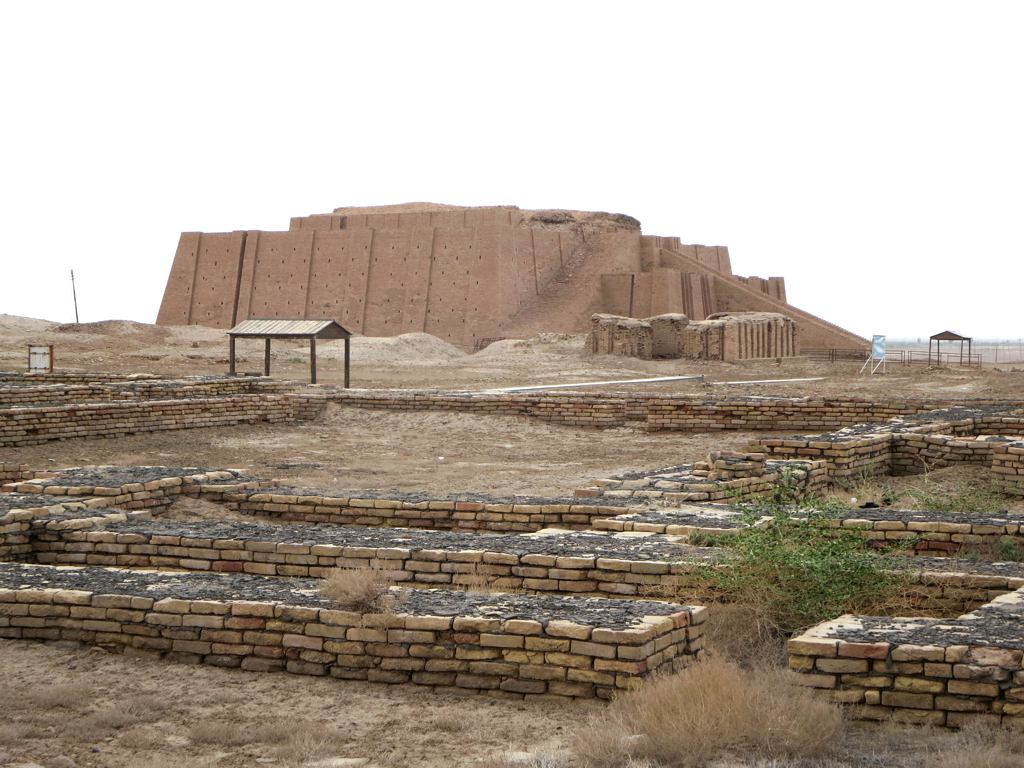
Ziqqurat i ruinerna av Ur, an-Nasiriyya, 2016.

Dhi Qar (alternativ stavning Thi-Qar, arabiska: ذي قار) är en provins i sydöstra Irak. Den hade 1 744 398 invånare 2009, på en yta av 12 900 km². Provinsens administrativa huvudort är an-Nasiriyya. Namnet Dhi Qar fick området efter en drabbning mellan araber och sasaniderna under tiden  Khusrov II regerade (mellan åren 599 till 628). 

## Administrativ indelning
Provinsen är indelad i fem distrikt:
- al-Chibayish, al-Nasiriyya, al-Rifai, al-Shatra, Suq al-Shoyokh